# Опера
Опера је облик позоришта у којем се драма преноси у целини или углавном кроз музику и певање. Опера се појавила у Италији око 1600-е године и углавном је повезана са западном класичном музичком традицијом. Опера користи многе од елемената говорног позоришта као што су сценографија, костими и глума. Међутим, уопштено гледајући опера се разликује од других облика драматизације по важности песме и конвенција певачке технике. Уз певача су у пратњи музички ансамбл у распону од малог инструменталног ансамбла до пуног симфонијског оркестра. Опера може имати плес, а ово је посебно истинито код француске опере за велики део њене историје.
Традиционална опера има три врсте певања: рецитатив, декламацију и арију, тј. отпевану соло деоницу. Кратка певна деоница назива се и ариосо. Све врсте певања прате музички инструменти.
Певачи и њихове улоге разврставају се према распону гласа. Мушки гласову могу бити бас, бас-баритон, баритон, тенор и контратенор. Женски гласови могу бити алт, мецосопран и сопран. Свака од тих врста има подврсте. (На пример, подврсте сопрана: лирски сопран, колоратурни сопран, спинто сопран, драмски сопран.) Те подврсте помажу да певач добије улоге које најбоље одговарају боји и квалитету његовог гласа.
О релативном значају речи и музике у опери се расправља још од 17. века. Визуелне уметности као што је сликарство користе се како би створио сценски спектакл, који се сматра важним делом извођења. Осим тога, у опери се често користи плес. Због свега тога је славни оперски композитор Рихард Вагнер доделио опери знамениту титулу Gesamtkunstwerk, што би се могло превести као „збирно уметничко дело“.

## Позадина опере
Истовремено постоје уметнички облици из других делова света, а многи од њих су древног порекла, и такође се понекад називају опере.
Обично иду уз придев који означава регије (на пример, кинеска опера). Ове независне традиције нису производ западне опере, али су веома различит облик музичког позоришта. Опера исто тако није једини облик западног музичког позоришта у античком свету. У грчкој драми се користи певање и инструментална пратња, а у модерним временима, појављују се други музички облици.

## Оперска терминологија
Речи у опери су познате као либрето (дословно „мала књига“). Неки композитори, посебно Рихард Вагнер, написали су своја либрета, други су радили у тесној сарадњи са својим либретистима, нпр. Моцарт с Лоренцом да Понтеом. Традиционална опера се састоји од два начина певања: рецитатива, прелаза током развијања радње у опери, често певани у немелодијском стилу карактеристичним за оперу, и арија у којој ликови изражавају своје емоције у вишеслојном мелодијском стилу. Дуети, трија и друге врсте ансамбла се често јављају, а рефрени се користе за коментар на акцију. У неким облицима опере, као што су сингспиел, комична опера, оперете, и полуопера, у рецитативима је углавном замењен говорним дијалогом. Мелодични или полумелодијски одломци се јављају усред или уместо рецитације, а такође се називају „ариосо“. Током барокног и класичног раздобља рецитативи се могу појавити у два основна облика: secco (суви) рецитатив, у пратњи само „континуа“, која је често била не више од чембала или „accompagnato“ (такође познат као stromentato) у којем оркестар пружа пратњу. Од 19. века музичка пратња accompagnato се много више користи, а оркестар има много већу улогу. Рихард Вагнер је извршио револуцију у опери укидањем готово свих разлика између арија и рецитације у потрази за оним што је он назвао „бескрајне мелодије“. Каснији композитори следе Вагнеров пример, иако су неки попут Стравинског у свом The Rake's Progress надјачали силазни тренд.

## Историја

### Настанак опере
Реч опера је скраћени облик италијанског израза opera in musica (музичко дело), чиме се жели описати опера као збир музичких дела: соло певања, хорског певања, као и игре у једном делу. Прво дело које се сматра опером у данашњем смислу је опера Дафне (Daphne) италијанског композитора Јакопа Перија из 1597. године, а текст за ту оперу је обновио Отавио Ринучини. Написана је за елитни круг фирентинских хуманистичких уметника који су се окупљали у просторијама "Camerata". Намера је била да се опером Дафне оживи класична грчка трагедија, као део целокупног буђења античких вредности у периоду ренесансе. Следећа Перијева опера Еуридика (Euridice) из 1600. године је најстарија сачувана оперска партитура.
Изговорен или декламиран дијалог уз свирку оркестра, што се у опери зове речитатив, јесте темељна особина мелодраме у њеном изворном смислу. Најпознатији пример такве музике је Менделсонова музика за Сан летње ноћи. Невидљиви оркестар који је у мелодрами 19. века наглашавао драмску радњу данас се може препознати у филмској музици. Филмски спектакли с озбиљном музиком директно наслеђују традицију мелодраме, а њихови специјални ефекти могу се сматрати наследницима и конкурентима облика велике опере.
Међу раним елементима из 16. века, који се још нису сложили у препознатљиву оперу, треба споменути дворску параду звану маска. Нови елементи маске могу се видети у драми Олуја Вилијама Шекспира (око 1611. године). Музичко-драмски елементи могу се видети и у мадригалима из 16. века, који су се уланчавали како би се постигла драмска радња.
Ако се осврнемо на још старија раздобља, видећемо да се музика користила већ у средњовековним мистеријаима. Сачувало се једно музичко дело које је старије од Дафне, Филотеја, које је на верски текст компоновао свештеник по имену Силберман. Осим тога, музика Хилдегарде из Бингена изводила се на сцени у драмском облику.

### Барокна опера
Опера се убрзо проширила изван оквира дворске публике. Око 1637. године у Венецији се појавила идеја „оперне сезоне“ (унутар карневала), где су се опере изводиле јавно уз наплату улазница. Истакнути оперни композитори 17. века су Франческо Кавали и Клаудио Монтеверди, чији је Орфеј (1607) најстарија опера која се још увек изводи. Монтевердијево касније дело Одисејев повратак (1640) такође се сматра врло важном раном опером. У Венецији се развија вокална деоница арије. Даље се опера проширила на Рим, где је сценографија и костимографија постала уверљивија, с обзиром се на то раније није претерано обазирало. Долазак опере у Напуљ је довело до настанка нумера као посебних музичких целина у опери. Те ране барокне опере мешале су комедију с елементима трагике, што је сметало профињенијим духовима, па је тако покренута прва у великом низу оперних реформа. Вођа реформе је био песник Пјетро Метастасио, чија либрета су увела облик опера сериа ("озбиљна опера"), пун морализирања. Комедија је у барокној опери добила своју грану: опера буфа ("смешна опера"), која се развијала засебно, а делимично се заснивала на традицији Комедије дел арте.
Италијанска је опера поставила стандарде за барок. Италијанска либрета била су стандард, чак и за Немца Хендла, који је писао за Енглезе, или Моцарта, који је писао у Бечу крајем 18. века.

### Белканто
Под бел кантом (ита., bel canto, лепо певање) подразумевамо развијено, виртуозно певање које је имало улогу да истакне способности и лепоте људског гласа и да изједначи јачину гласа у свим регистрима. Белканто настаје у Италији и након неког времена је, због дате слободе импровизовања коју су имали певачи, деоница арије постала и превише развијена и слободна. Тада долази до настанка великог јаза између арије и речитатива који касније Французи "доводе у ред" тиме што смањују виртуозност арије а значајно раде на квалитету речитатива.

### Француска опера
Насупрот операма увезеним из Италије, развила се засебна француска традиција, где се певало на француском. Засновао ју је један Италијан, Жан-Батист Лили, који је основао француску музичку академију и владао француском опером од 1672. године надаље. Лилијеве увертире, течни и уредни рецитативи, плесна интермеца, дивертисмани и оркестрални пасажи између сцена поставили су схему коју је променио тек Глук готово сто година касније. Текст је био једнако важан као и музика: компликоване алегорије служиле су за ласкање краљу, а завршетак је готово увек био срећан. Опера је у Француској затим укључила и балетне делове, као и разрађену сценску машинерију.
Француска барокна опера, коју је разрадио Рамо, добила је једноставнији облик због реформе коју је спровео Кристоф Вилибалд Глук (Алкестида и Орфеј) крајем 1760. их година. Француска је опера била под утицајем школе бел канто, коју су заступали Росини и други Италијани.

#### Опера буфа и опера comique
Опера буфа или комична опера, настала је из италијанске увертире. Француска опера с говореним дијалогом назива се комична опера без обзира на тему. Једна врста комичне опере је оперета. Оперета је заједно с водвиљом довела до мјузикла, који је досегао врхунац у Њујорку.

#### Романтична опера и велика опера
Ђузепе Верди је главни представник романтичне опере. Елементи француског облика велике опере појавили су се први пут у Росинијевој опери Виљем Тел (1829) и Мејерберовој опери Роберт ле Диабле (1831).

### Немачка опера
Моцартов сингспиел Чаробна фрула (1791), написан на немачком, увео је традицију немачке опере, коју су у 19. веку развили Бетовен, Вебер, Хајнрих Маршнер и Вагнер.
Вагнер је створио стил у којем се рецитатив и арија мешају уз сталну пратњу оркестра. Вагнер је такође обилно користио лајтмотиве (иако их је први користио Вебер), који повезују одређену мелодију с одређеним ликом или појмом током целе опере.

### Остале националне опере
Шпанија је створила свој облик опере, назван зарзуела. Почевши од Михаила Глинке, руски композитори су написали више значајних опера (Модест Мусоргски, Антон Рубинштајн, Петар Чајковски и Николај Римски-Корсаков).

### Након Вагнера: веризам и модернизам
Након Вагнера, опера је кренула разним путевима. Једна реакција кратког века била је сентиментална „реалистична“ мелодрама веризма. Ту можемо споменути велико име, Ђакомо Пучини с операма Манон Леско, Боеми, Тоска, Мадам Батерфлај, Турандот и др. Друга реакција на Вегнеров митски средњи век је психолошка снага и социјална анализа Рихарда Штрауса.
Током 20. и 21. века, иако је по читавом свету опера постала популарнија него икад, модерне опере које су ушле у канон могу се набројити на прсте, а међу њих спадају: Wozzeck (Берг), Живот развратника (Стравински), Питер Грајмс (Бритн) и Разговори кармелићанки (Поуленц).

## Карактеристике
Певање представља саму срж опере. У великој опери (grand opera), врсти опере која се најчешће изводи у данашње време, читав текст је певан. Овакве опере обухватају како соло певање, тако и хорске деонице и играчке нумере (углавном балетске), а често су и бриљантни примери ликовне уметности у погледу сценографије и костима. За разлику од овога, у комичним операма (opera buffa) најчешће нема већих, грандиозних сцена, а често ни хор није толико заступљен, а радња између арија је приказана речитативима (ит. recitativo), полу-говорним полу-певаним пасажима уз (углавном само акордску) пратњу најчешће редукованог оркестра или клавијатурног инструмента (клавир или чембало). Сам термин комична опера имплицира забавну радњу. Овај назив се односи на опере са ведријом темом од озбиљних опера (ит. opera seria). Ова разлика се појавила у 18. веку и сматрало се да комичне опере треба да се баве обичним људима и местима и да имају срећан крај, док озбиљне опере треба да се баве митолошким или историјским темама које се завршавају трагично. Касније, тема комичних опера је постала основа за веристичке опере, али оне су се најчешће завршавале трагично (такве су Травијата Ђузепеа Вердија, Кавалерија Рустикана Пјетра Маскањија (Pietro Mascagni), Боеми и Мадам Батерфлај Ђакома Пучинија и многе друге). Веселије теме су у 19. веку постале основа за оперете које су се касније (у 20. веку) развиле у водвиље и (најпре у САД) мјузикле.
Певачке улоге се у опери разврставају по распону и боји гласа.
Мушки гласови могу бити (од највишег ка најнижем):
- контратенор (ит. ),
- тенор (ит. ),
- баритон (ит. baritono),
- бас-баритон (ит. baritono basso) и
- бас (ит. basso).

Женски гласови су:
- сопран (ит. soprano),
- мецосопран (ит. mezzo[-]soprano) и
- алт (ит. alto), који се некада називао и контралт (ит. contralto).

Сваки од ових гласова има и подврсте (на пример, код сопрана то су
- лирски сопран,
- драмски сопран,
- колоратурни сопран,
- спинто сопран, и као посебна врста,
- вагнеријански сопран).

За детаљнији преглед фахова види Гласовни фахови.
- Напомена - већина музичких примера из опера је наведено према Opera kalauz - Kertész Iván – Fiesta-Saxsum 1997.

## Савремени, недавни, и модернистички трендови

### Модернизам
Можда најочигледнија стилска манифестација модернизма у опери је развој атоналности. Тај корак даље од традиционалних тоналитета у опери почео је с Вагнером, а посебно са „Тристан акордом“. Композитори као што су Рихард Штраус, Клод Дебиси, Ђакомо Пучини, Паул Хиндемит и Ханс Пфицнер потиснули су вагнеровску хармонију даље с екстремнијим коришћењем хроматизма и већим кориштењем дисонанце.
Оперски модернизам има свој прави почетак у операма два бечка композитора, Арнолда Шенберга и његовог помоћника Албана Берга. Оба композитора су били заговорници атоналности и његовог каснијег развоја (као што је било код Шенберга), додекафонија. Шенбергови рани музичко-драмски радови, „Очекивање” (Erwartung) iz 1909, премијерно приказан 1924. године и „Сретна рука“ (Die Glückliche Hand) приказују велику употребу хроматске хармоније и дисонанце у целини. Шенберга такође повремено користи „говорећи глас“ (sprechstimme), који је описао као:
„Глас се диже и пада у односу на назначене интервале, и све што је везано уз време и ритам музике, осим где је пауза означена.“
Две опере Шенберговог ученика Албана Берга, „Wozzeck“ и опере “Лулу” (остављене непотпуне због смрти композитора) деле многе исте карактеристике као што је већ описано горе. Иако Берг комбинује своје високо лично тумачење Шенбергове додекафоније, која представља начине свирања разних група по 12 тонова са мелодијским прелазима који су више традиционалне тонске природе (сасвим Малеријанског карактера). Ово можда делимично објашњава зашто су његове опере остале у стандардном репертоару, упркос својој контроверзној музици и радњама. Шенбергове теорије су утицале (директно или индиректно) на значајан број оперских композитора све до данас, чак и ако они сами нису компоновали користећи његове технике. Композитори који су били под овим утицајем су: Енглез Бенџамин Бритн, Немац Ханс Вернер Хензе, и Рус Дмитриј Шостакович. Филип Глас такође користи атоналност, иако се његов стил може уопштено описати као минимализам, обично сматран као још један од музичких развоја из 20. века.
Међутим, кориштење додекафоније у оперском модернизму изазвала је реакцију међу неколико водећих композитора. Истакнути предводник ове реакције је био руски композитор Игор Стравински. Након састављања очито модернистичке музике за балете „Петрушка“ и „Посвећење пролећа“ у продукцији Сергеј Дјагиљева, године 1920. Стравински се окренуо неокласицизму, који је кулминирао у његовом оперском ораторијуму „Oedipus Rex“. Када је компоновао целу оперу која је била без сумње опера (надахнута радовима Римског-Корсакова „Славуј“ из 1914, и Мавра из 1922), у „The Rake’s Progress“ он је наставио да игнорише сериалистичке технике и написао „број“ оперу у стилу из 18. века, користећи диатоницизам. Његов отпор серијализму показао се као инспирација за многе друге композиторе.

### Остали трендови
Заједнички тренд током целог 20. века, како у опери тако и уопште оркестарском репертоару, је смањење оркестара. Како се покровитељство за уметност смањује, наруџбине и наступи са новим музичким радовима се остварује са мањим буџетима, врло често резултирајући мањим делима попут камерних дела или опера у једном чину. Многе опере од Беџамина Бритна су написане за само 13 инструменталиста, Марк Адамова опера у два чина „Мале жене“ је написана за 18 инструменталиста.
Још једна карактеристика опера у 20. веку је појава савремене историјске опере. „Смрт Клингхофера“ и опера „Никсон у Кини“ Џона Адамса, и „Dead Man Walking“ опера Џејка Хеџија потцртавају драматизацију недавних догађаја на сцени, где су ликови описани у опери били живи у време премијере саме опере. Ранији модели опере углавном су се бавили више удаљеном историјом, поновна обрада савремених измишљених прича (обраде популарних представа), или приче из митова и легенди.
Метрополитен опера у Њујорку извјештава да је просечна старост њених покровитеља сада 60 година. Многе оперске компаније, су имале сличан тренд, и интернет странице оперских компанија су препуне покушаја да привуку млађу публику. Овај тренд је део ширег тренда „проседе“ публике за европску класичну музику у последњој деценији 20. века.

### Од мјузикла назад према опери
Од касних 1930-их, неки позоришни мјузикли почињу се писати с више оперске структуре. Ови радови укључују сложене полифоне ансамбле и одражавају музичка догађања свог времена. „Porgy i Bess“, под утицајем џез стилова, и оперете „Candide“ са својим отвореним, лирским одломцима и фарсичним пародијским операма, обе прво изведене на Бродвеју, али су постале прихваћене као део оперског репертоара. "Прича са западне стране“, „Brigadoon“ у мјузиклима „Sweeney Todd“, „Евита“ и друге драматичне приче са сложеном музиком и сада се понекад могу видети у операма. Неки мјузикли, почевши са рок опером „Томи“ из 1969. и „Исус Христ суперзвезда“ из 1971. су потпуно састављени и написани са рецитативом уместо дијалога, говорећи своје емотивне приче углавном кроз музику, у стилу рок опера.

## Оперски гласови
Певачи и улоге које они играју се прво разврставају према њиховим вокалним распонима. Мушки певачи су разврстани по вокалном распону као: бас, бас-баритон, баритон, тенор и контратенор. Женски певачи су разврстани по вокалном распону као: контраалт, мецосопран и сопран. Осим тога, певачки гласови се лабаво препознају по карактеристикама осим распона, као што је боја звука или боје, вокалног квалитета, окретност, снага, и прилагођеност гласа музичком инструменту. Тако се сопран може назвати лирским сопраном, coloratura, soubrette, spinto, или драматични сопран. Ови појмови дефинишу улоге најпогодније за вокалне особености певача. Немачки Фач систем је посебно организован систем, иако не описује у потпуности певачки глас, повезујући певачки глас с вокалном класификацијом. Посебан певачки глас може се променити драстично у току његовог/њеног живота, ретко достижући вокалну зрелост до тридесете године, а понекад тек у средњим годинама.

## Занимљивости
- За почетке опере се обично сматрају драме из античке Грчке. Међутим, Египћани су изводили „Хеб-Сед“ (египатски, Празник репа) 2000 година раније. Хеб-Сед је прерастао у „Пасије“ у којима су Египћани глумили у причама из славне прошлости Египта уз музику и певање.
- Прва јавна оперска кућа (San Cassiano) отворена је у Венецији 1637. године где је „отац опере“, Клаудио Монтеверди (1567—1643), направио помак у нагласку на више музичку оперу у односу на оперу засновану на дијалогу. Монтеверди је помогао у устоличењу Венеције као главног светског оперског града.[12]
- После 13 година оперета „Весела удовица“ аустро-угарског композитора Франца Лехара, поново се вратила на сцену Народног позоришта Сарајево. Године 2013. је одржана премијера којом је дириговао Дарио Вучић, а режирао Крунослав Цигој - признати оперски певач из Хрватске. Насловну улогу је тумачила сопранисткиња Аида Чорбаџић. Баритон београдског Народног позоришта Драгутин Матић глумио је грофа Данила Даниловича. Матићу је ово била прва сарадња са Сарајевом.[13]
- Чувена швајцарска оперска певачица Лиза Дела Каза, једна од највећих интерпретаторки Моцартових и Штраусових дела у првој половини 20. века, преминула је у понедјељак 10. децембра 2012. у 93. години у швајцарском граду Минстерлинген, саопштила је Бечка државна опера.[14]